# Colegiul Național „Mihai Eminescu” din Constanța

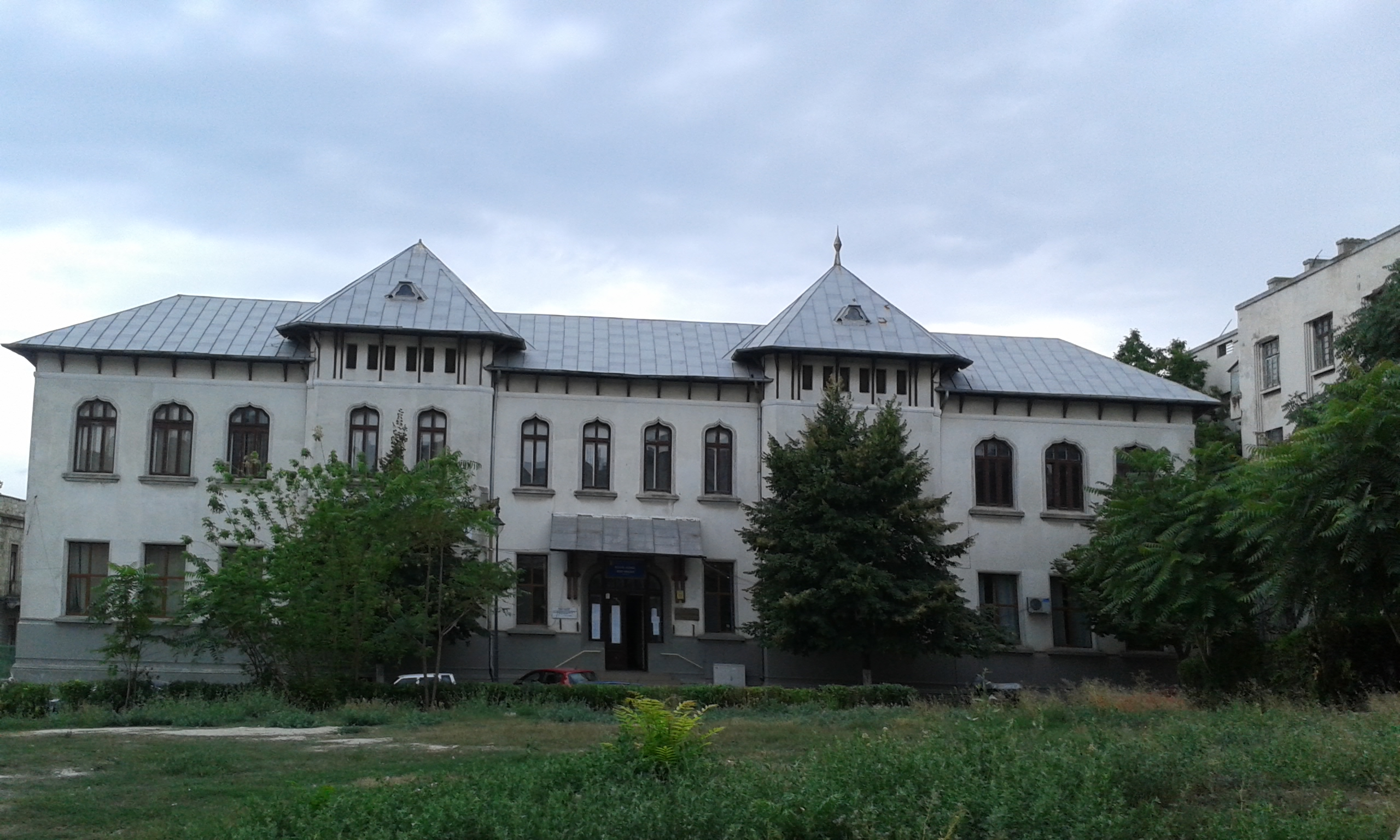
Imagine a Liceului Teoretic „Mihai Eminescu”, Constanța

Liceul Teoretic "Mihai Eminescu", cunoscut și sub denumirea onorifică de Colegiul Național "Mihai Eminescu" Constanța, este o instituție de învățământ preuniversitar din Constanța.

## Istoric
Liceul Teoretic “Mihai Eminescu” este una dintre cele mai vechi instituții de învățământ din Dobrogea, cu un prestigiu consolidat de-a lungul a peste opt decenii. Înființat în anul 1919 ca Școala secundară de fete «Domnița Ileana», a căpătat în scurt timp renumele unui așezământ de mare valoare educațională și instructivă, concurent al Liceului de băieți «Mircea cel Bătrân».
În anul 1931, Școala secundară de fete «Domnița Ileana» obține din partea Ministerului Învățământului un local propriu, cel actual, din strada Traian, nr. 19, construit între anii 1906 – 1908.
Pe parcursul celor 85 de ani de existență, profilul, numărul de clase și durata studiilor au cunoscut modificări succesive: de la 138 de elevi înscriși la cursul inferior de 4 ani în 1919, la numeroasele specializări pe care le oferă astăzi liceul celor aproximativ 1000 de tineri care studiază aici, drumul a fost lung și a devenit istorie. La scrierea ei au participat generații de profesori care s-au afirmat, prin competența didactică, pregătirea științifică și conduita profesională, pe plan național și internațional. 
Dintre cele 80 de promoții de elevi care au absolvit cursurile liceului s-au impus o serie de personalități de marcă ale vieții publice, culturale, științifice și sportive ale țării. Clădirea în care funcționează liceul poartă ea însăși amprenta istoriei, fiind clasată ca monument istoric, cu cod LMI CT-II-m-A-02855. Sub zidurile sale, ca și în curtea interioară, au fost descoperite vestigiile uneia dintre cele 6 bazilici paleocreștine ale anticului Tomis. Din această construcție ridicată în secolele IV – VI p. Chr. se păstrează cripta, împărțită în trei încăperi boltite și având pereții și tavanele pictate policrom în frescă.